# When the Music's Over
|  | For den danske dokumentarfilm af samme navn, se When The Music's Over (film) |
"When the Music's Over" er en sang skrevet og indspillet af det amerikanske psykedeliske rockband The Doors. Sangen er det sidste nummer på side to af gruppens andet album Strange Days.
"When the Music's Over" var en fast del af The Door's live optrædener i 1966, da de spillede fast på spillestedet Whisky a Go Go på Sunset Strip i Los Angeles. Sangen blev ikke udsendt på album før et år senere. Under liveoptrædener spillede gruppen ofte nummeret i forskellige udgaver, og Jim Morrison tog til tider kunstneriske friheder under optrædener, hvor han indlagde ny tekster. Sangen blev ofte spillet som sidste nummer på sætlisten eller som ekstranummer.
When the Music's Over er The Doors' tredjelængste indspilning (10:58), efter "Celebration of the Lizard" (17:01) og "The End" (11:42). I liveudgaver blev nummeret ofte forlænget, eksempelvis er indspilningen på livealbummet Absolutely Live 16:16. 
Sangen er opbygget i flere dele; en intro med orgel, der har store ligheder med sangen "Soul Kitchen" fra The Doors' første album, herefter følger første vers og omkvæd, en lang guitarsolo og herefter en ca. 4 minutter lang stille passage, hvor Morrison reciterer teksten. Musikken er næsten gået i stå, da Morrison råber linjen "We want the world, and we want it ..... now!". Herefter begynder musikken igen og Morrison nærmest skriger/råber den resterende del af teksten. Et andet af sangens lyriske billeder, "The scream of the butterfly", er angiveligt medtaget af Jim Morrisson efter han så en plakat foran en biograf, der viste en pornofilm med denne titel.

## Medtaget på album
"When the Music's Over" anses som et af de centrale værker af The Doors og er medtaget på flere af de album, der blev udsendt efter gruppens ophør. Sangen er medtaget på følgende album:
- Strange Days (1967)
- Absolutely Live (1970)
- Weird Scenes Inside the Gold Mine (1972)
- The Best of the Doors (1985)
- Live at the Hollywood Bowl (1987)
- In Concert (1991)
- The Doors (1991)
- Apocalypse Now (1994)
- Message to Love:THe Isle of Wright Festival 1970 (1996)
- The Doors Box Set (1997)
- Live in Europe (1999)
- The Complete Studio Recordings (1999)
- The Best of the Doors (2000)
- Live in Detroit (2001)
- The Very Best of The Doors (2001)
- Live in Hollywood: Highlights (2001)
- Live in Boston (2007)
- Live in Pittsburgh (2008)
- Live at the Matrix '67 (2008)
- Live in New York (2009)
- Live in Vancouver (2010)
- Live at the Bowl '68